# Željeznička pruga DG – Botovo – Dugo Selo
Željeznička pruga državna granica – Državna granica – Botovo – Koprivnica – Dugo Selo (službeno: Željeznička pruga M201) je 79,6 km duga željeznička pruga u Hrvatskoj koja spaja Zagreb s mađarskom željezničkom mrežom. Dio je paneuropskog koridora V, ogranka b koja počinje u Rijeci i završava u Budimpešti. Pruga u cijelosti elektrificirana i većinom jednokolosiječna.
U Dugom Selu pruga se povezuje s prugama Zagreb – Dugo Selo i Dugo Selo – Novska koja se nastavlja na pruge prema Beogradu. Daljnja čvorišta su u Križevcima i Koprivnici s prugama Križevci – Kloštar i Varaždin – Dalj.
Rekonstrukcija pruge na dionici od Dugog Sela do Križevaca je počela 2015. godine i trebala bi završiti 2020. godine. Kada se završi ta dionica će biti dvokolosječna i moći će se prometovati na maksimalnoj brzini od 160 km/h.